# Asesinato de Hernán Mery
El asesinato de Hernán Mery fue un homicidio ocurrido el 30 de abril de 1970 en el fundo «La Piedad» de Longaví (provincia de Linares), luego de que un grupo de terratenientes y campesinos se resistieran a la expropiación de dicho recinto en el marco de la reforma agraria chilena, dando muerte al entonces jefe de la Corporación de la Reforma Agraria (CORA) en la zona. El acontecimiento puso en evidencia la efervescencia política y social de la época, que aumentaba a medida que se aproximaba la elección presidencial del 4 de septiembre, en la que triunfó el candidato socialista Salvador Allende.

## Víctima
Hernán Arturo Mery Fuenzalida nació el 14 de julio de 1939, siendo sus padres Roberto Mery Beckdorf y Eliana Fuenzalida; se casó con María Angélica Castro y tuvieron tres hijos: María Loreto Lourdes, Claudia Verónica y Hernán Andrés. Realizó sus estudios en el Colegio de los Padres Alemanes y posteriormente ingresó a la Universidad Católica de Chile, lugar en donde obtuvo el título de Ingeniero Agrónomo el 16 de octubre de 1962.
En 1963 se desempeñó como administrador de fundos en la Corporación de Fomento de la Producción (Corfo) y el 1 de noviembre del mismo año ingresó al Departamento de Asistencia Técnica y Cooperativa en la Corporación de la Reforma Agraria (CORA). Luego de desempeñar diversos cargos en dicha institución en Arica y Salamanca, el 10 de mayo de 1969 asumió el cargo de Director Zonal de la VII Zona, instalándose con sede en Linares.

## Desarrollo
Alrededor de las 9:30 de la mañana del 30 de abril de 1970 se presentaron en el ingreso del fundo «La Piedad» un grupo de ocho funcionarios de la Corporación de la Reforma Agraria (CORA) —encabezados por el director zonal, Hernán Mery, y el jefe técnico, Gustavo Herrera— escoltados por carabineros al mando del general Rolando Santos, para dar cumplimiento a la expropiación del fundo que fue fallada de forma unánime por la Corte Suprema. Ante dicha situación, Gabriel Benavente, propietario del fundo, se negó a entregar el lugar y se encontraba dentro del fundo con alrededor de otras 150 personas, entre ellas personas reclutadas del fundo vecino «Los Cristales», Carlos Montero Schmidt (presidente del Sindicato de Empleadores Agrícolas, miembro de la Federación de los mismos en la zona y dueño del fundo «San Esteban»), Alberto Benavente Palma (alcalde de la comuna de Longaví, militante del Partido Nacional y hermano de Gabriel Benavente), Joaquín García Huidobro, Atiliano Parada (regidor de la comuna de Linares y militante del Partido Nacional), Patricio Arbou, Reinaldo Muñoz y los hermanos Juan y Roberto Iribarren.
Carlos Montero Schmidt solicitó dos horas de plazo para convencer a los ocupantes del predio para su desalojo. Hernán Mery concedió un plazo de quince minutos; transcurrido el plazo, Montero entregó a los funcionarios de la CORA un mensaje de la familia Benavente exigiendo el pago de un millón de escudos para los propietarios y 20 000 escudos para cada trabajador del fundo, haciendo un total de E° 2 000 000, lo cual fue descartado de inmediato por Mery y se ordenó el descerrajamiento del acceso al sitio.
Luego de ingresar al fundo «La Piedad», Hernán Mery fue agredido de puños y pies por Gabriel Benavente, y en el momento en que Mery se reincorporaba fue atacado por otra persona con una estaca de madera, golpeándolo en la cabeza y produciendo un traumatismo craneoencefálico que derivó en su muerte a las 13:15 de dicha jornada en el Hospital de Linares. En el altercado también resultó herido Gustavo Herrera, y Carabineros detuvo a 57 personas que participaron en los incidentes.
El 2 de mayo el campesino José Hipólito Ulloa Hernández, analfabeto de 24 años, confesó ser el autor del crimen de Hernán Mery; el ministro de la Corte de Apelaciones de Talca, Sergio Dunlop, fue designado como ministro en visita para investigar el asesinato. El 19 de junio de 1971 tanto Ulloa como Gabriel Benavente fueron condenados a 3 años y un día de cárcel como autor y coautor del asesinato de Hernán Mery.

## Reacciones
El día del asesinato de Hernán Mery, el presidente de la República, Eduardo Frei Montalva, manifestó su pena e indignación por los acontecimientos, mientras que el ministro del Interior, Patricio Rojas, emitió una declaración pública con una relación de los hechos y señalando la conmoción del gobierno ante el homicidio. El Partido Demócrata Cristiano (PDC), a través de su presidente Benjamín Prado Casas, señaló que enjuiciaría seria y públicamente a los responsables morales del crimen.
El Comando de la Unidad Popular (UP) declaró que «el asesinato de Hernán Mery es el resultado de la violencia derechista», mientras que la Juventud Demócrata Cristiana de Chile (JDC) acusó públicamente a la derecha política de ser los instigadores del crimen de Hernán Mery; a dichas declaraciones se sumó también el Partido Radical de Chile (PR).
Como respuesta al asesinato de Hernán Mery, el Movimiento de Izquierda Revolucionaria (MIR) realizó dos atentados explosivos en Santiago en la madrugada del 1 de mayo: uno en Los Conquistadores 1933, residencia de Carlos Montero Schmidt, y otro en la casa de Abel Valdés Acuña, director de El Diario Ilustrado, en la avenida Ricardo Lyon de Providencia.
El 5 de mayo de 1970, durante una sesión de la Cámara de Diputados en la que se discutían los incidentes tras el asesinato de Hernán Mery Fuenzalida en Linares, Víctor Carmine Zúñiga fue expulsado del Partido Nacional por un breve tiempo; durante dicha sesión, Carmine señaló "Este es el primer muerto, compañeros. Les daremos el gusto con otros muertos. ¡Yo no voto condolencias a familiares de cuatreros!" y posteriormente golpeó al diputado Eduardo Sepúlveda Muñoz (PDC). Posterior a dicho incidente, Carmine se convirtió en integrante del ultraderechista Frente Nacionalista Patria y Libertad.
El 25 de abril de 1971, durante una emisión del programa de Televisión Nacional de Chile A tres bandas en el que se analizaban los resultados de las elecciones de regidores, el representante del Partido Nacional, Sergio Onofre Jarpa, se enfrascó en una airada discusión con Orlando Millas, representante de la Unidad Popular. Millas acusó al Partido Nacional de justificar el asesinato de Hernán Mery, ante lo cual Jarpa se levantó de su asiento y comenzó a increpar a gritos al representante de la Unidad Popular, quien lo acusó de «pequeño matón».

## Homenajes póstumos
El fundo «La Piedad» fue rebautizado como «Asentamiento Hernán Mery» y se instaló un villorrio que para mayo de 1973 contaba con 20 viviendas; los principales cultivos en aquella época eran de cebada cervecera, trigo, porotos y remolacha, y además poseía 200 cabezas de ganado.
En el asentamiento «El Principal» de Pirque fue inaugurado el 10 de julio de 1970 un parque bautizado como Hernán Mery. El Partido Demócrata Cristiano (PDC) bautizó como Brigada Hernán Mery a uno de sus grupos de masas, que se enfrentaba a opositores como el Comando Rolando Matus del Partido Nacional, la Brigada Elmo Catalán del Partido Socialista y la Brigada Ramona Parra del Partido Comunista.
María Eliana Mery Fuenzalida, hermana de Hernán Mery, fue candidata a diputada en la elección complementaria de un diputado en la 14° Agrupación Departamental (departamentos de Linares, Loncomilla y Parral) realizada el 16 de enero de 1972, presentada como independiente apoyada por los partidos de la Unidad Popular, no resultando electa.